# 貯食行動

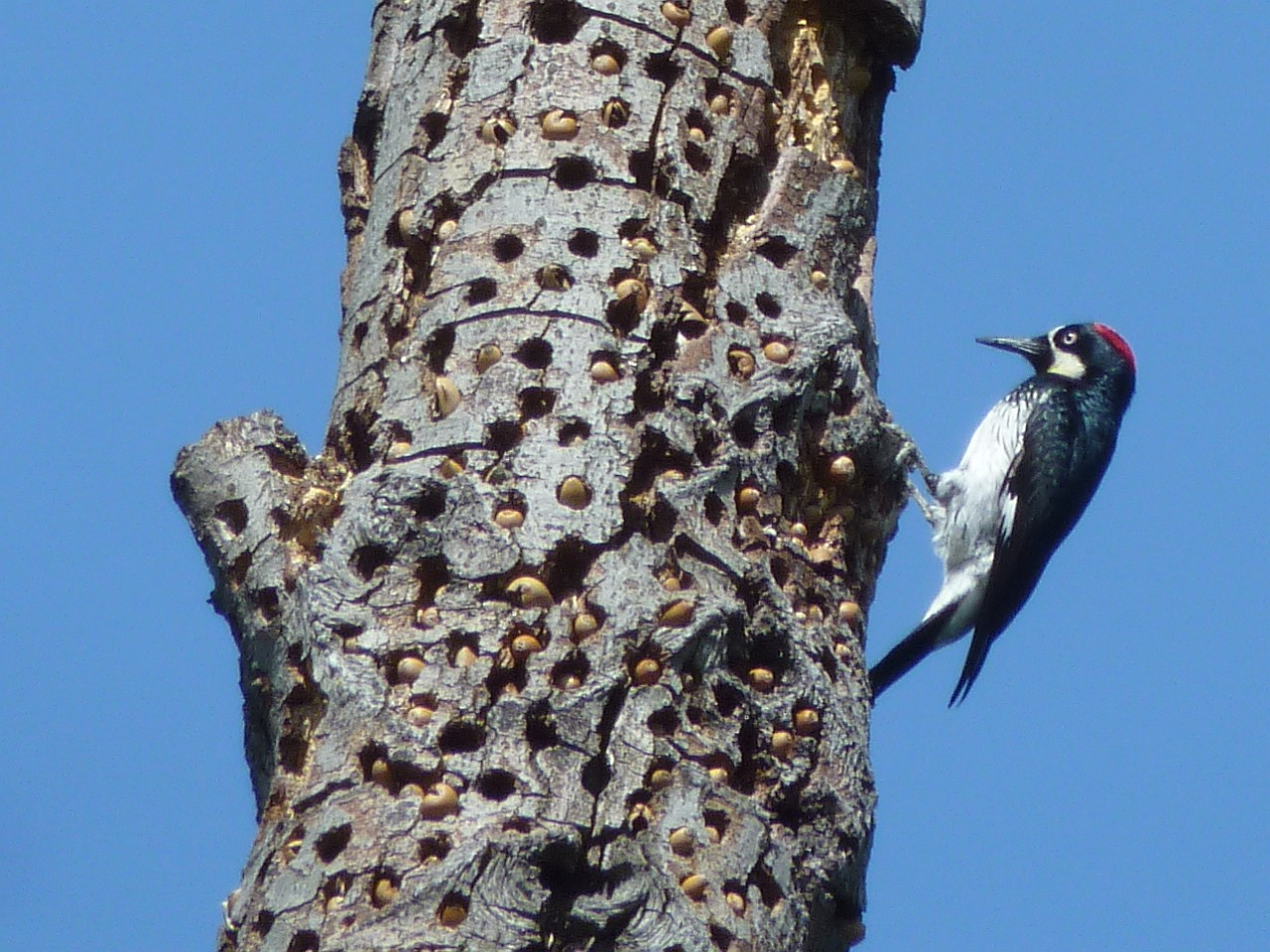
ドングリキツツキが代々保存に使う木

貯食行動（英語：Hoarding、caching）とは、動物行動学において動物が餌を隠すなどを行い貯蔵する行動である。
貯蔵する方法は二種類確認されており、（1）一か所に大量にため込む larder-hoarding 型、（2）細かく分散させる scatter-hoarding 型がある。scatter-hoarding型は、1940年代から野鳥を観察するフィールドワークで研究が行われるようになった。
主に貯食行動が見られる種は、貯め込むというドイツ語：hamstern が名称の語源といわれるハムスターやリスなどのネズミ目や、カラスやキツツキなどの鳥に見られるが、ジャガーが獲物を横取りされないよう木に吊るしたり、犬猫等が土に隠したりするなど他の動物でも見られる。
餌が足りなくなる冬の前に行われることも多いが、熟成させるために行われることもある。

## 例
熟成させる例
食肉類のタイラと呼ばれる中央アメリカのイタチは、プランテンと呼ばれるバナナを隠し、熟成したころに食べる習性が確認されている。
発酵させる例
キノコシロアリ類は葉を巣内に持ち込み真菌で発酵させてから食す。
早贄
モズという鳥は、捕らえた獲物を木の枝股に挟む習性をもつ。これは保存の他に、なわばりの主張がされているという説もある。

## 関連行動
確認
多くの種は、保存した場所を確認し、きちんと秘密が保たれ保存されていることを確認する。例外として、先に述べたモズという鳥は、秘密にせず見せびらかすように保存する。
隠蔽
隠した場所を他の動物に荒らされないように石などを置いて隠す。また、アメリカカケスは、仲間に隠したところを見つかった場合は、あとでこっそり隠す場所を変えるなどの防衛行動が見られる。
クマは、土や木の枝、雪などをかけて、食べきれなかった分を隠す行動を行う。知床の研究者などは、この状態を土饅頭と呼ぶ。
選択・管理
一部の鳥には、盗む動機が低い食料を見つかりやすい保管場所に置き、よい食料はそもそも保管しないという習性が見られる。また、保管した時期を記憶していて、腐る前に取り出すなども見られる。
共有
アメリカビーバーは、餌が付いた枝等を冬期の食料として水底に沈め共有利用する。ドングリキツツキは群れで枯れ木に大量の穴を開けて、ドングリを隠す習性を持ち、この貯蔵木は代々受け継がれ、共同で利用される。
盗難、相互盗難
他の動物や同じ種に盗まれることがある。盗まれたものは、盗まれた動物によって再度管理下の保管場所に置かれる場合がある。